# Saint-Vigor-le-Grand
Saint-Vigor-le-Grand ist eine französische Gemeinde mit 2.533 Einwohnern (Stand: 1. Januar 2022) im Département Calvados in der Region Normandie; sie gehört zum Arrondissement Bayeux und zum Kanton Bayeux.

## Geographie
Saint-Vigor-le-Grand liegt etwa 26 Kilometer nordwestlich von Caen am Aure. Die Atlantikküste befindet sich in sieben Kilometer Entfernung nördlicher Richtung. Umgeben wird Saint-Vigor-le-Grand von den Nachbargemeinden Longues-sur-Mer im Norden, Magny-en-Bessin im Nordosten, Sommervieu und Vienne-en-Bessin im Osten, Esquay-sur-Selles im Südosten, Saint-Martin-des-Entrées im Süden, Bayeux im Westen und Südwesten sowie Vaux-sur-Aure im Nordwesten.

## Bevölkerungsentwicklung
| Jahr      | 1962 | 1968 | 1975 | 1982 | 1990 | 1999 | 2006 | 2012 |
| Einwohner | 1195 | 1304 | 1588 | 1752 | 2032 | 1901 | 2005 | 2087 |

## Sehenswürdigkeiten
- Kirche Saint-Sulpice aus dem 13. Jahrhundert
- Kirche Saint-Vigor aus dem 18. Jahrhundert
- Priorei aus dem 13. Jahrhundert, seit 1908 Monument historique

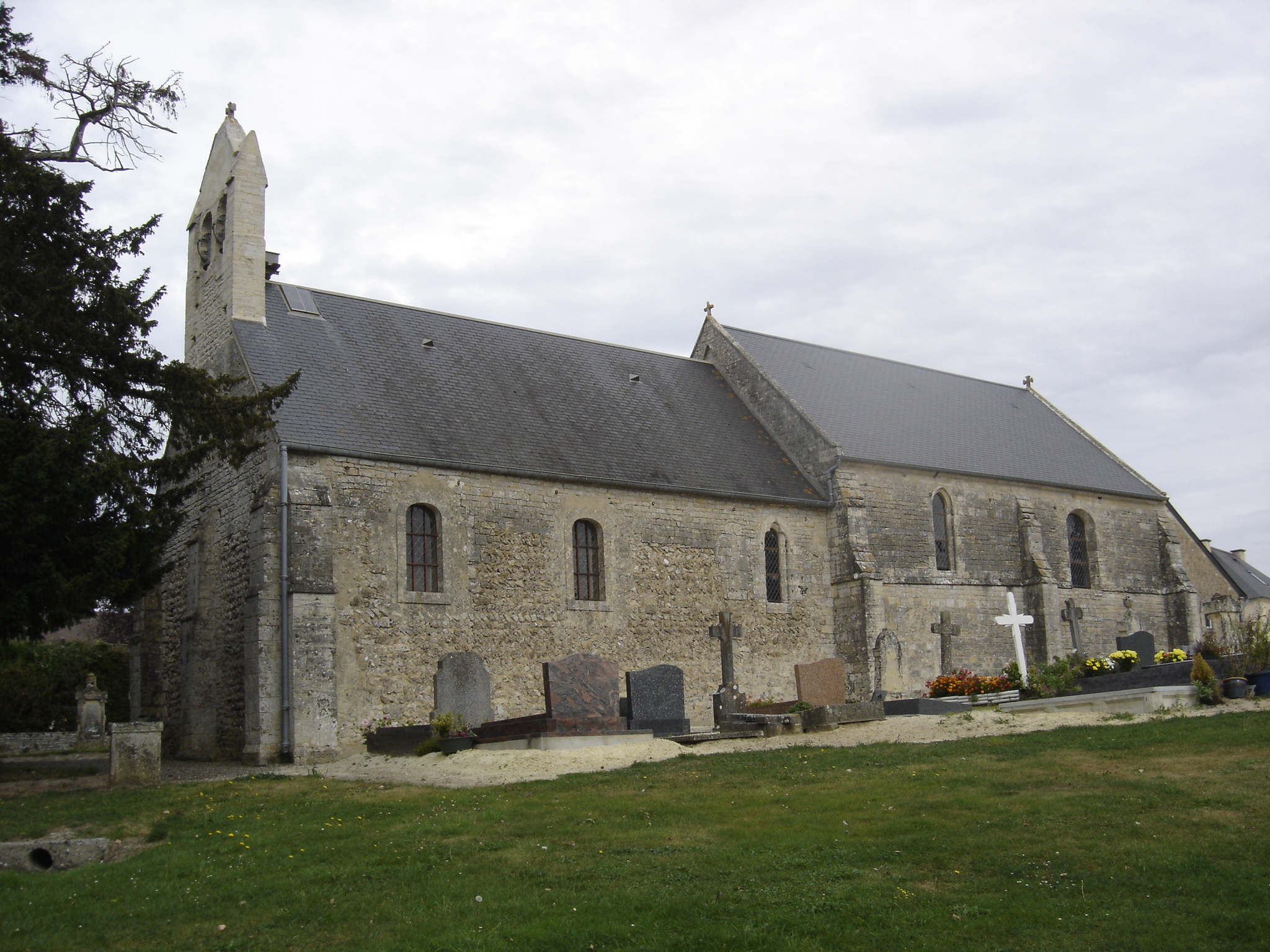
Kirche Saint-Sulpice

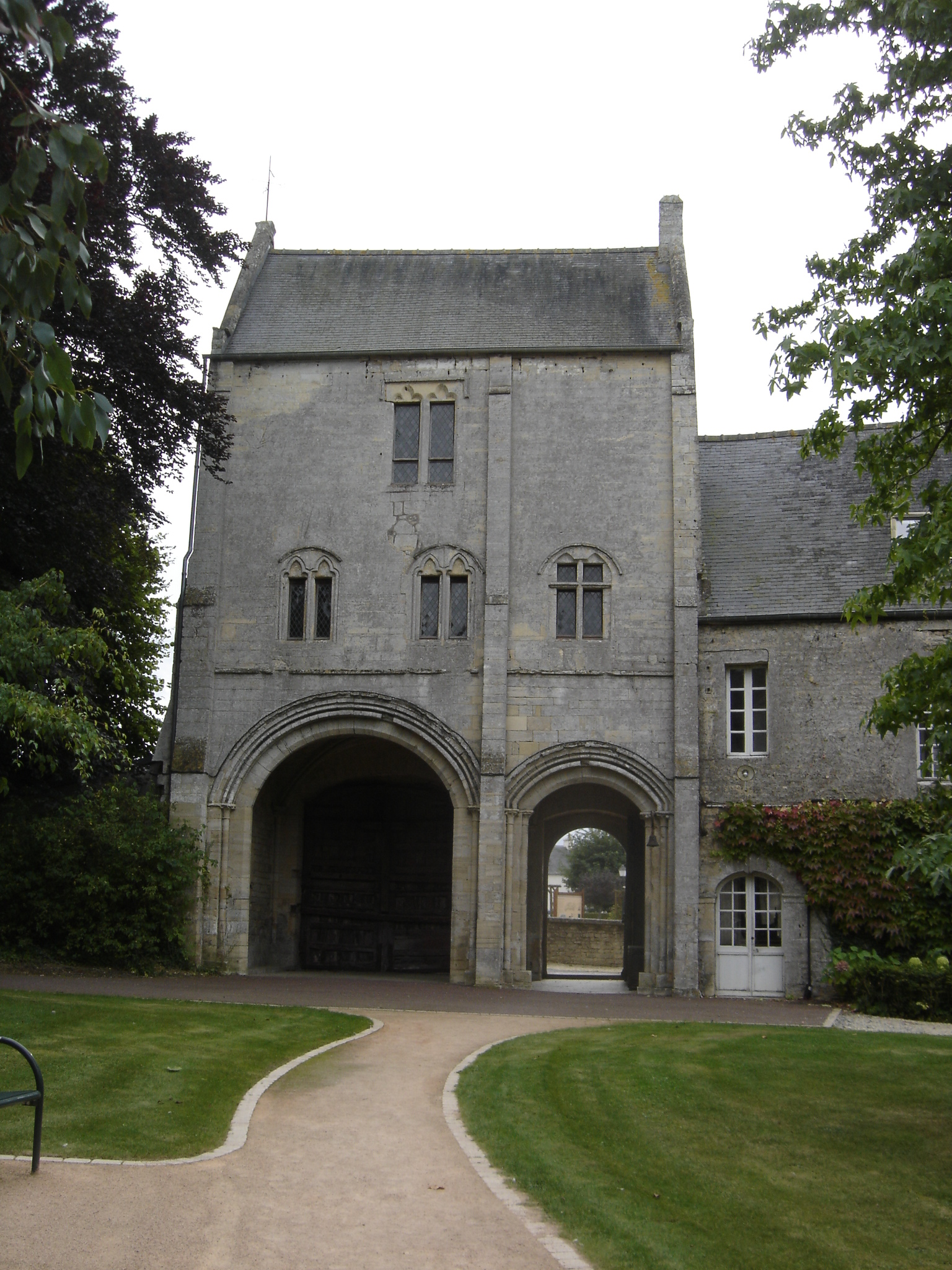
Eingang zur Priorei

- Altes Kloster, heute Klinikschule
- Rathaus

## Gemeindepartnerschaften
Mit der britischen Gemeinde Colden Common in Hampshire (England) besteht eine Gemeindepartnerschaft.